# ألدو بيرسيك
ألدو بيرسيك (بالبرتغالية: Aldo Perseke) (مواليد 24 فبراير 1943) هو سبّاح برازيلي، مثّل بلاده في الألعاب الأولمبية الصيفية 1960.

## روابط خارجية
ألدو بيرسيك على موقع الاتحاد الدولي للسباحة (الإنجليزية)
- ألدو بيرسيك على موقع أوليمبيديا (الإنجليزية)